# Museo Nacional de Bellas Artes (Buenos Aires)

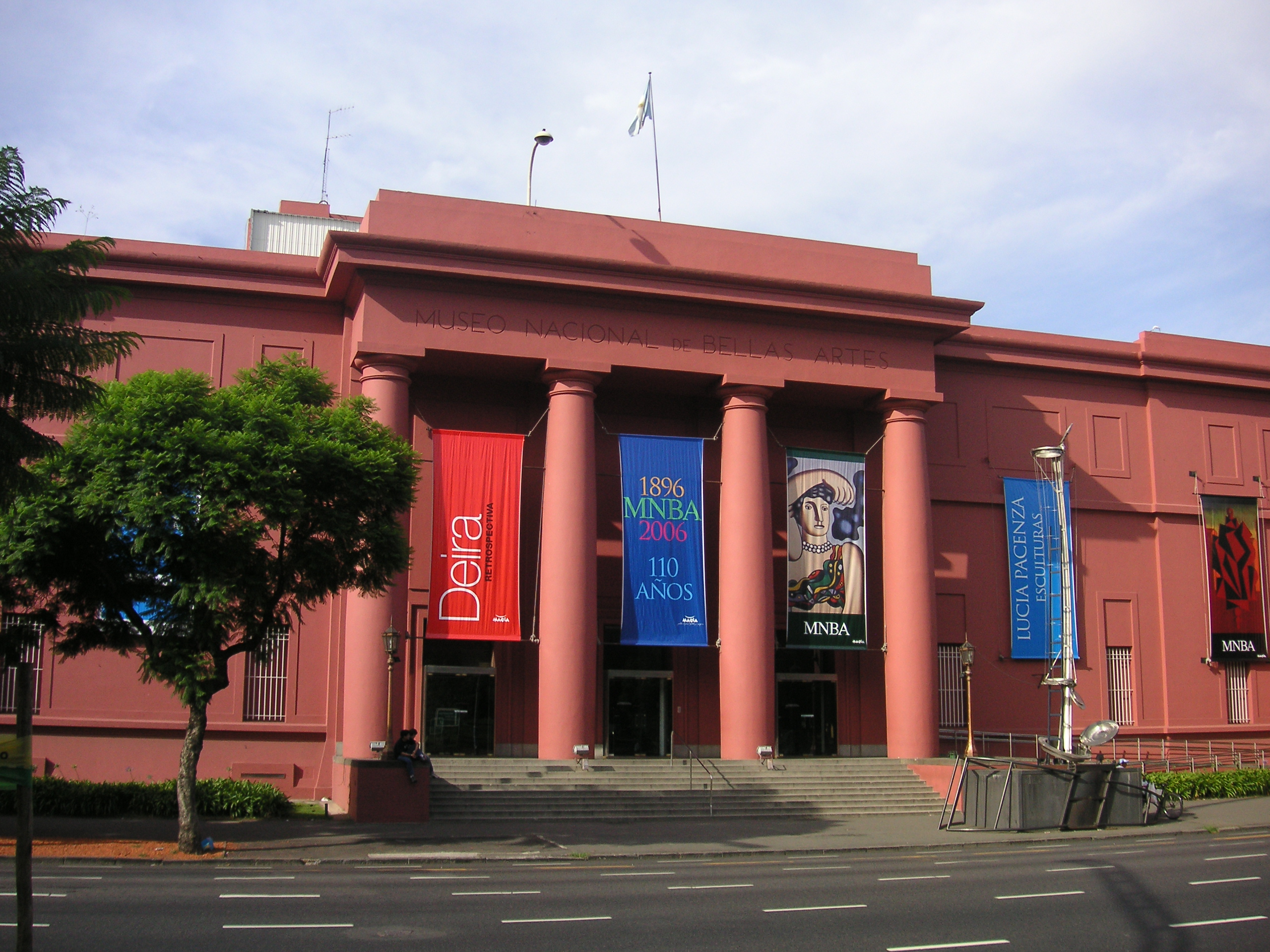
Museo Nacional de Bellas Artes – Außenansicht

Das Museo Nacional de Bellas Artes (MNBA) (deutsch: Nationalmuseum der Schönen Künste) ist ein Kunstmuseum in der argentinischen Hauptstadt Buenos Aires. Seine Sammlung ist eine der wichtigsten in Lateinamerika. 2004 wurde eine Filiale in Neuquén eröffnet.

## Geschichte
Das Museum wurde am 25. Dezember 1895 in dem Gebäude auf der Calle Florida eröffnet, in dem sich heute das Einkaufszentrum Galerías Pacífico befindet. Erster Direktor war der Maler und Kunstkritiker Eduardo Schiaffino. 1909 zog das Museum zur Plaza General San Martín um, in ein Gebäude, das ursprünglich als Argentinischer Pavillon für die Weltausstellung 1889 in Paris errichtet wurde und nach Ende der Ausstellung abgebaut und nach Buenos Aires transportiert wurde. An diesem Ort war das Museum Teil der Exposición Internacional del Centenario von 1910. Im Rahmen einer Neugestaltung der Plaza San Martín wurde das Gebäude 1932 abgerissen, und das Museum zog 1933 an seinen jetzigen Standort an der Avenida del Libertador im Stadtteil Recoleta. Dieser war ursprünglich 1870 als Pumpenstation erbaut worden und wurde für seinen neuen Zweck als Museumsbau von dem Architekten Alejandro Bustillo umgebaut.
1961 wurde das Gebäude durch einen Anbau für Wechselausstellungen erweitert, und 1980 kam ein Pavillon für Zeitgenössische Argentinische Kunst hinzu. Dieser ist mit einer Fläche von 1.536 m² der größte der 34 Säle des Museums, das insgesamt 4.610 m² Ausstellungsfläche hat. Zur ständigen Sammlung des Museums gehören 688 größere und mehr als 12.000 kleinere Werke, wie Skizzen, Fragmente, Keramiken u. a. Zum Museum gehören außerdem eine Bibliothek mit 150.000 Bänden und ein Auditorium für Vorträge.
Im Erdgeschoss befinden sich 24 Ausstellungsräume für eine internationale Sammlung vom Mittelalter bis zum 20. Jahrhundert. Dort befindet sich auch die Bibliothek. Die erste Etage beherbergt acht Räume, in denen einige der wichtigsten argentinischen Maler des 20. Jahrhunderts ausgestellt sind, darunter Antonio Berni, Ernesto de la Cárcova, Benito Quinquela Martín, Eduardo Sívori, Alfredo Guttero, Raquel Forner, Xul Solar und Lino Enea Spilimbergo. In der zweiten Etage, erst 1984 fertiggestellt, sind Fotografien und Skulpturen zu sehen.
2004 wurde ein Ableger in der patagonischen Stadt Neuquén eröffnet. Der Bau stammt von dem Architekten Mario Roberto Álvarez. Das Gebäude hat vier Ausstellungssäle mit insgesamt 2.500 m², 215 Kunstwerken und ein Auditorium. Neben der Dauerausstellung werden auch Wechselausstellungen veranstaltet.